# Andries Treurnicht
Andries Petrus Treurnicht (né le 19 février 1921 à Piketberg et mort le 22 avril 1993 au Cap en Afrique du Sud) est un homme politique sud-africain, député du Waterberg (1970-1993), ministre (1979-1982) et chef de l'opposition parlementaire (1987 à 1993). D'abord membre du parti national (1967-1982), il est ensuite le fondateur et le premier dirigeant du parti conservateur (1982 à sa mort).
Issu de la communauté Afrikaner, A.P. Treurnicht est d'abord un pasteur de l'église réformée hollandaise puis, au début des années 60, l'éditorialiste et le directeur de rédaction de Die Kerkbode, la revue publiée par l'église réformée. Membre du Broederbond, il dirige le quotidien Hoofstad à partir de 1967 et entame en 1970 une carrière politique en étant élu au parlement. Vice-ministre en 1976 dans le gouvernement Vorster puis ministre en 1979 dans le gouvernement de Pieter Botha, il est aussi élu chef du parti national du Transvaal en 1978 avant d'être mis en minorité et de démissionner du gouvernement et du parti national en 1982 pour fonder le parti conservateur sur une ligne pro-apartheid.

## Origines et études
Né le 19 février 1921 à Piketberg dans une famille afrikaner de 9 enfants du nord de la province du Cap, Andries Treurnicht fait des études de théologie à l'université de Stellenbosch et préside l'association des étudiants chrétiens. Pasteur de l'église réformée hollandaise (NGK) à partir de 1946 et sportif accompli, il est sélectionné en 1949 comme demi de mêlée dans l'équipe régionale de rugby des South Western Districts pour jouer contre les All Blacks.

## Un pasteur de l'église réformée hollandaise
Andries Treurnicht exerce son sacerdoce d'abord à Oudtshoorn puis à Rondebosch, Stellenbosch et enfin à Pretoria. Lors de son affectation à Rondebosch, il poursuit des études de 3e cycle en philosophie à l'université du Cap et rédige une thèse de doctorat sur Abraham Kuyper et les relations entre l'État et l'Église.
En 1960, il dirige Die Kerkbode, la revue de la NGK ce qui lui confère un rôle influent au sein de l'Église. Après le massacre de Sharpeville, il rédige notamment des éditoriaux favorables à la poursuite et à l'accentuation de la politique de développement séparé des races. En 1965, il est élu assesseur au synode du Cap et en 1966 et élu au synode général de l'église réformée hollandaise.

## Un nationaliste afrikaner, président du Broederbond
Partisan de l'apartheid dont le principe l'emporte au sein de l'église, il se voit confier en 1967 par le premier ministre John Vorster la direction de Hoofstad, le quotidien pro-gouvernemental de Pretoria. Treurnicht accepte la nomination mais en raison de ses opinions extrêmement conservatrices, il se heurte à plusieurs reprises à Vorster.
De 1972 à 1974, Treunicht préside le Broederbond, société secrète afrikaner, dont est issue la quasi-totalité des ministres sud-africains.

## Un parlementaire et un ministre du parti national
Le 22 avril 1970, il se présente aux élections générales anticipées et remporte au nom du parti national, la circonscription de Waterberg dans la région très conservatrice du Nord Transvaal battant le député sortant Jaap Marais. 
Au sein du parti national, Treurnicht, fait partie avec Marais et Albert Hertzog de l'aile conservatrice, (ceux qui sont appelés les verkramptes) et qui désapprouvent la nouvelle politique mise en place par John Vorster à son arrivée au pouvoir, basée notamment sur la coopération entre les Afrikaners et les Anglophones, sur une politique de détente avec les pays africains et sur un changement de la politique sportive du gouvernement sud-africain. Mais contrairement à Hertzog et Marais qui décident en octobre 1969, un mois après le congrès du Parti National du Transvaal, de quitter le parti pour fonder le Parti national reconstitué, Treurnicht décide lui de rester au sein du Parti national. 
Membre de l'aile dure du parti, Andries Treurnicht est nommé en 1976 vice-ministre de l'administration et de l'éducation bantoue dans le gouvernement du premier ministre John Vorster. C'est lui qui met en application un décret imposant l'enseignement obligatoire en afrikaans pour les écoliers noirs ce qui provoque les émeutes de Soweto en 1976. Élu à la présidence du parti dans le Transvaal en 1978, il est nommé en 1979 par le successeur de Vorster, Pieter Botha, comme ministre des travaux publics, du tourisme et ministre de l'administration d'état et des statistiques l'année suivante, en dépit d'être devenu ministre au parlement il continue à avoir des opinions contraires à la politique du parti national. En 1978, il réitère son opposition à toute idée de parlement et de cabinet racialement mixte.
En 1980, il s'oppose à la participation d'une équipe de collégiens métis à la Craven Week une compétition de rugby junior créée en 1964 par le président de la fédération sud-africaine de rugby à XV Danie Craven, opposé à la politique d'Apartheid et se met en porte à faux avec la réforme racialement libérale en droit du travail du ministre de l'emploi Fanie Botha, un proche de Vorster.
En 1982, Andries Treurnicht est le premier opposant à la réforme constitutionnelle de Pieter Botha instituant un parlement tricaméral composé de trois chambres séparées, l'une  pour les métis, une pour les indiens et une pour les blancs. Mis en minorité dans le Transvaal par l'action conjointe du ministre des affaires étrangères Pik Botha et de Frederik de Klerk, il quitte le Parti National avec 22 autres parlementaires.

## Le fondateur et président du Parti conservateur
Le 20 mars 1982, il fonde le Parti Conservateur et reçoit le soutien de Betsie Verwoerd (veuve d'Hendrik Verwoerd), de John Vorster, de Jimmy Kruger ancien ministre de la justice et ancien président du sénat sud-africain, aboli en 1981 et de la plupart des groupuscules d'extrême-droite. Il est également rejoint par Connie Mulder, chef du Parti national-conservateur et ancien rival de Pieter Botha au poste de 1er ministre de l'Afrique du Sud et de président du Parti National.
En 1982, Treurnicht fait campagne pour conserver son siège de député à Waterberg à l'occasion d'une élection partielle, durant cette campagne, Treurnicht reçoit le soutien actif d'Eugène Terre'Blanche, le chef de l'AWB, (un mouvement de l'extrême droite sud-africaine), (Terre'Blanche et ses militants perturbèrent à cette occasion les réunions politiques du parti national, notamment celles du ministre de la réforme constitusionelle Chris Heunis.
Le comportement de l'AWB amène le ministre de la Loi et de l'Ordre, Louis le Grange à diligenter une enquête sur l'AWB et ses militants que le premier ministre Pieter Botha qualifie de « barbares blancs ». Appelé par Botha à condamner les militants de l'AWB, Treurnicht réplique que ces demandes d'enquêtes sur le mouvement de Terre'Blanche ne seraient jamais suivies d'effets et qu'il n'y voyait qu'une manipulation politique dans la requête qui a été faite par le ministre de la Loi et de l'Ordre. (Terre'Blanche avait pourtant perturbé le 14 novembre 1979 la réunion de Treurnicht à Fochville quand celui-ci est alors président de la fédération du parti national du Transvaal), Treurnicht sera facilement réélu contre le candidat du parti national, il devient à l'issue des élections générales de 1987 le chef de l'opposition officielle au parlement, à la tête de 23 députés conservateurs.
En 1988, lors des élections municipales le CP s'empare de 60 des 110 municipalités du Transvaal dont Pietersburg et Boksburg et d'une municipalité sur 4 dans l'État libre d'Orange. Avec 45 % des suffrages, il manque de peu de s'emparer de la capitale Pretoria.

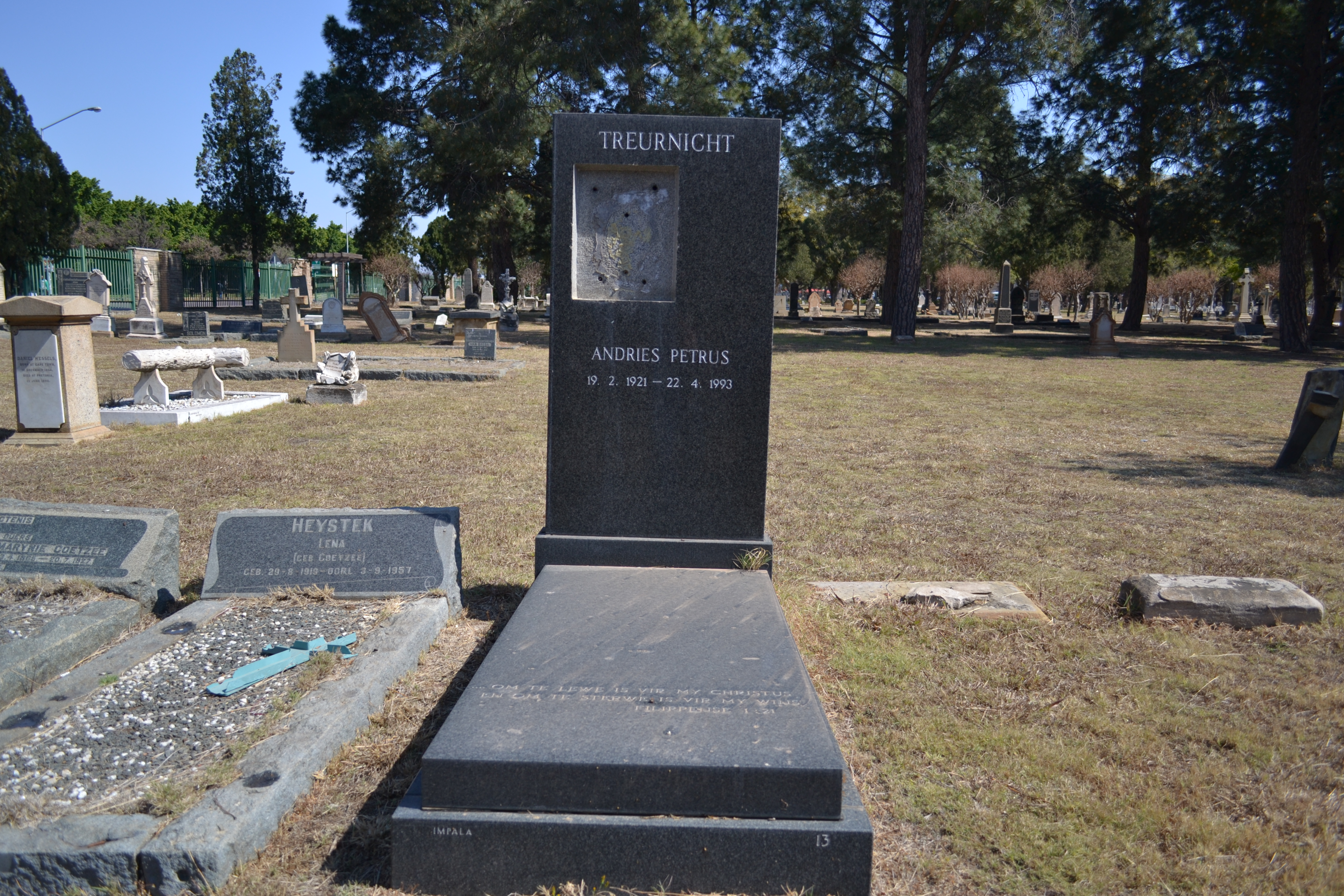
Sépulture d'Andries Treurnicht au cimetière de church street (Pretoria)

En 1989, à l'occasion des élections générales anticipées organisées par le nouveau président, Frederik De Klerk, le KP atteint son apogée. Avec 39 députés et 33 % des votes. Il recueille 43 % du vote afrikaner et 7,5 % du vote anglophone. et Treurnicht devient l'ennemi irréductible à toute négociation avec les partis noirs. En décembre 1990, il participe à une manifestation de protestation à Pretoria contre le renoncement à l'apartheid par l'église réformée hollandaise.
Andries Treurnicht prend la tête des opposants au démantèlement de l'apartheid lors du référendum de mars 1992. La victoire du « oui » avec 68 % des suffrages est une gifle électorale pour les partisans de l'apartheid qui voient là s'évanouir leur dernière chance de faire marche arrière au gouvernement. Hormis le Nord Transvaal, fief de Treurnicht, toutes les régions ont basculé dans le camp de De Klerk et des réformateurs, y compris Pretoria et Bloemfontein. Les succès ininterrompus depuis la formation du parti en 1982 sont définitivement stoppés. Contesté et otage des plus extrémistes, Treurnicht se voit obligé de reconnaître la convention pour une nouvelle Afrique du Sud (CODESA) où il fait siéger le CP en tant qu'observateur.
Dans la nuit du 22 avril 1993, Andries Treurnicht, âgé de 72 ans, décède à la suite d'un pontage coronarien au City Hospital du Cap. Il est enterré le 27 avril 1993 au cimetière central de Pretoria. Les funérailles ont lieu un an jour pour jour avant les premières élections au suffrage universel non racial en Afrique du Sud. Plusieurs milliers de personnes assistent, que ce soit dans l'église, dans la rue ou sur church square, à la célébration religieuse qui a lieu dans la grande église réformée hollandaise de Bosman Street.
Ferdinand Hartzenberg, le vice-président du parti et député de Lichtenburg, lui succède comme chef de l'opposition officielle et président du parti conservateur.

## Famille
En 1949, Andries Treurnicht épouse Engela Dreyer (née le 9 avril 1924 à Olifantshoek et décédée à Pretoria le 24 juin 2020 des suites du Covid-19). Le couple a 4 filles dont la journaliste indépendante Elsa Margaretha Semmelink (1950-2014).